# Ouratea duidae
Ouratea duidae är en tvåhjärtbladig växtart som beskrevs av Julian Alfred Steyermark. Ouratea duidae ingår i släktet Ouratea och familjen Ochnaceae. Inga underarter finns listade i Catalogue of Life.